# Damjan Šiškovski
Damjan Šiškovski (makedonska: Дамјан Шишковски), född 18 mars 1995, är en makedonsk fotbollsspelare (målvakt) som spelar för cypriotiska Doxa Katokopia. Han representerar även Nordmakedoniens landslag.